# Урави
Урави (груз. ურავი) — село в Грузии, на территории Амбролаурского муниципалитета края (мхаре) Рача-Лечхуми и Нижняя Сванетия.

## География
Село находится в северной части Грузии, на правом берегу реки Лухуни, на расстоянии 25 километров к северо-востоку от города Амбролаури, административного центра муниципалитета. Абсолютная высота — 954 метров над уровнем моря.

## Население
По результатам официальной переписи населения 2014 года, в Урави проживало 295 человек (141 мужчина и 154 женщины). В национальной структуре населения грузины составляли 100 %.
| Год  | Население, человек |
| ---- | ------------------ |
| 2002 | 567                |
| 2014 | ↘ 295              |